# بيزو كولومبي
البيزو الكولومبي (بالإسبانية: Peso colombiano) (رمز أيزو 4217: COP)، الرمز الرسمي هو $ ، ويُستخدم الرمز  أيضًا لتمييزه عن العملات الأخرى المقومة بالبيزو والدولار. وهي العملة المستخدمة في كولومبيا.
يُقسّم البيزو الواحد إلى مئة سنتافو؛ ومع ذلك، وبسبب ارتفاع التضخم في سبعينيات وثمانينيات القرن الماضي، توقفت كولومبيا عن إصدار عملات السنتافو المعدنية للتداول عام ١٩٨٤. ولا يزال من المعتاد كتابة المبالغ النقدية بالسنتافو، على الرغم من ندرته في الحياة اليومية والسياقات العامة. ولا تزال عملات الخمسين بيزو المعدنية عملة قانونية، ولكن نظرًا لانخفاض قيمتها وتداولها، تُقرّب معظم المعاملات النقدية إلى أقرب مئة بيزو؛ بينما لا تزال المعاملات الإلكترونية وكشوف الحسابات المصرفية تُعالَج بالسنتافو، إلا أن قيمة السنتافو الشرائية معدومة تقريبًا.
خارج كولومبيا، تحظى العملة بقبول واسع النطاق واستخدام يومي في ولاية تاتشيرا الحدودية الفنزويلية . 

## تاريخ

سعر صرف الدولار الأمريكي مقابل البيزو الكولومبي ابتداءً من عام 1991.

استخدمت كولومبيا الريال الإسباني الاستعماري ‏ حتى عام 1820 بعد استقلالها عن إسبانيا. ثم استُبدل بالريال الكولومبي ‏. في عام 1837، استُبدل الريال الكولومبي بالبيزو الحالي بمعدل 1 بيزو = 8 ريالات، وكان يُقسّم في البداية إلى 8 ريالات. في عام 1847، أعادت كولومبيا نظام العملة إلى النظام العشري، وقُسّم البيزو إلى عشرة ريالات، كل منها مكون من 10 دِسيموس دي ريالات ، والتي سُمّيت لاحقًا سنتافو . أُعيدت تسمية الريال إلى دِسيمو في عام 1853، على الرغم من أن آخر ريالات سُكّت في عام 1880. استُخدم النظام الحالي لـ 100 سنتافو مقابل البيزو لأول مرة في عام 1819 على الأوراق النقدية المبكرة، ولكنه لم يظهر مجددًا حتى أوائل ستينيات القرن التاسع عشر على الأوراق النقدية، ولم يُستخدم على العملات المعدنية حتى عام 1872.
في عام ١٨٧١، اعتمدت كولومبيا معيار الذهب، وربطت البيزو بالفرنك الفرنسي بسعر صرف ١ بيزو = ٥ فرنكات. استمر هذا الربط حتى عام ١٨٨٦. ابتداءً من عام ١٨٨٨، تسبب تضخم أسعار المطابع في انخفاض قيمة العملة الورقية الكولومبية (المرتبطة بالجنيه الإسترليني بسعر صرف أربعة شلنات للبيزو الواحد، أو ٥ بيزو = جنيه إسترليني واحد)، وتم تثبيت سعر الصرف بين العملات المعدنية والورقية عند ١٠٠ بيزو (مونيدا كورينتي = ١ بيزو عملة معدنية). بين عامي ١٩٠٧ و١٩١٤، صدرت عملات معدنية مقومة بـ "بيزو لكل شهر "، أي ما يعادل البيزو الورقي. في عام ١٩١٠، بدأ مجلس التحويل بإصدار أوراق نقدية من فئة البيزو الذهبي . في عام 1931، تركت المملكة المتحدة معيار الذهب وغيّر البيزو ربطه بالدولار الأمريكي ، بمعدل 1.05 بيزو = 1 دولار، وهو انخفاض طفيف عن ربطه السابق، وذلك حتى عام 1949. ومع ذلك، استمر إصدار الأوراق النقدية بالبيزو معبرًا عنها بالبيزو أورو حتى عام 1993.
في عام ٢٠١٨، ناقش الكونغرس الكولومبي إمكانية إعادة تسمية البيزو بسعر ١٠٠٠ بيزو = ١ بيزو جديد ، مع إزالة ثلاثة أصفار من قيمته الاسمية، وذلك لتسهيل العمليات المحاسبية والمصرفية. طُرحت سلسلة جديدة من الأوراق النقدية عام ٢٠١٦، استُبدلت فيها الأصفار الثلاثة الأخيرة بكلمة "mil" (ألف)، مما أتاح طباعة نفس الأوراق النقدية مع استبدال كلمة "mil" بكلمة "nuevos" (جديد). حظي الاقتراح بدعم الرئيس خوان مانويل سانتوس آنذاك، لكنه واجه معارضة نظرًا لتكلفته الباهظة وفوائده الضئيلة، بالإضافة إلى الارتباك في اقتصاد يعتمد في معظمه على النقد، والعقود المبرمة، واحتمالية التضخم المستقبلي التي تُفقد هذه التغييرات معناها، مع أن خفض التضخم لم يكن من النتائج المتوقعة لإعادة التسمية. لم يدعم الرئيس إيفان دوكي هذا التغيير، ولا تدرس الحكومة الاقتراح حاليًا.

## عملات معدنية
بين عامي 1837 و1839، طُرحت عملات ريال فضية من فئات 1⁄4, و1⁄2, و1، و2، و8، بالإضافة إلى عملات ذهبية من فئات 1، و2، و16 بيزو. كانت هذه في الغالب استمرارًا للعملات المعدنية الصادرة قبل عام 1837 باسم جمهورية كولومبيا، ولكن مع استبدال فئات الإسكودو بالبيزو. في عام 1847، حُوِّلَت العملة إلى النظام العشري، وطُرحت عملات معدنية من فئات 1⁄2 و 1 ديسيمو دي ريال من النحاس و 1، و 2، و 8، و 10 ريالات من الفضة.تلتها عملات من فئات ¼ و½ ريال في عامي 1849 و1850. وفي عام 1853، أُدخلت عملات فضية من فئتي ½ و1 ديسيمو، وعملة ذهبية من فئة 10 بيزو، تلتها عملة من فئة 2 ديسيمو في عام 1854، وعملة فضية من فئة 1 بيزو في عام 1855. وفي عام 1856، أُضيفت عملات ذهبية من فئة 5 بيزو.
بين عامي 1859 و1862، أصدر الاتحاد الغرناطي عملات معدنية فضية لـ 1⁄4، و1⁄2، و 2 ريال، و1⁄4، و1⁄2، و1 ديسيمو وبيزو واحد، وذهبية بفئات 1، و2، و5، و10، و20 بيزو. أصدرت الولايات المتحدة في غرينادا الجديدة عملات فضية بفئات ديسيمو واحد وبيزو واحد عام 1861.
ابتداءً من عام 1862، أُصدرت العملات من قِبل الولايات المتحدة الكولومبية. ضُربت عملات فضية بفئات ¼، و½، و1، و2، و5 ديسيمو، بالإضافة إلى 1 بيزو، إلى جانب عملات ذهبية من فئات 1، و2، و5، و10، و20 بيزو. ومع إدخال السنتافو عام 1872، أُصدرت عملات فضية من فئات 2½، و5، و10، و20، و50 سنتافو، تلتها عملات من النحاس والنيكل من فئة 1¼ سنتافو في عام 1874، ومن فئة 2½ سنتافو في عام 1881.
في عام 1886، عاد اسم البلاد إلى "جمهورية كولومبيا". كانت أولى الإصدارات عملات من النحاس والنيكل بقيمة 5 سنتافو. وباستثناء عملات فضية من فئة 50 سنتافو (والتي كانت تُعرف أيضًا باسم 5 ديسيمو) صُدرت بين عامي 1887 و1889، لم تُصدر أي فئات أخرى حتى عام 1897، حين أُدخلت عملات فضية من فئتي 10 و20 سنتافو. كما صُدرت عملات فضية من فئة 5 سنتافو في عام 1902.
في عام 1907، وبعد استقرار العملة الورقية، أُدخلت عملات من النحاس والنيكل بفئات 1، و2، و5 بيزو للمعاملات، واستمر إصدارها حتى عام 1916. وفي عام 1913، وبعد ربط البيزو بالجنيه الإسترليني، أُدخلت عملات ذهبية بفئتي 2.5 و5 بيزو، وكانت تملك نفس الوزن والتركيب مثل نصف الجنيه الذهب والجنيه الكامل. كما أُصدرت عملات ذهبية من فئة 10 بيزو في عامي 1919 و1924، في حين استمر إصدار فئتي 2.5 و5 بيزو حتى عامي 1929 و1930 على التوالي.
في عام 1918، استُبدلت عملات 1، و2، و5 بيزو للمعاملات بعملات من فئة 1، و2، و5 سنتافو تحمل نفس الحجم والتركيب. وفي عام 1942، أُدخلت عملات برونزية من فئتي 1 و5 سنتافو، تلتها عملات من فئة 2 سنتافو في عام 1948. وبين عامي 1952 و1958، استُخدم النحاس والنيكل بدلاً من الفضة في عملات 10، و20، و50 سنتافو.
في عام 1967، أُدخلت عملات من فئتي 1 و5 سنتافو مصنوعة من الفولاذ المطلي بالنحاس، إلى جانب عملات من فئات 10، و20، و50 سنتافو مصنوعة من الفولاذ المطلي بالنيكل، وعملات 1 بيزو من النحاس والنيكل، بعد أن توقفت صناعة عملة 2 سنتافو في عام 1960. وفي عام 1977، أُدخلت عملات من فئة 2 بيزو مصنوعة من البرونز. وفي عام 1984، توقّف إنتاج جميع العملات التي تقل عن 1 بيزو. وفي السنوات التالية، ومع ارتفاع معدلات التضخم، أُدخلت فئات أعلى، منها: 5 بيزو في عام 1980، 10 بيزو في عام 1981، 20 بيزو في عام 1982، 50 بيزو في عام 1986، 100 بيزو في عام 1992، 200 بيزو في عام 1994، 500 بيزو في عام 1993، و1000 بيزو في عام 1996. ومع ذلك، وبسبب مشاكل التزوير الواسعة، سُحب إصدار 1000 بيزو تدريجياً، وبحلول عام 2002 خرج من التداول.
في فبراير 2009، أوقف البنك المركزي سكّ العملات المعدنية من فئات 5، و10، و20 بيزو. كانت هذه العملات لا تزال عملة قانونية، ولكن نظرًا لانخفاض قيمتها وتداولها، كانت معظم المعاملات النقدية تُقرّب إلى أقرب 50 أو 100 بيزو.
في عام 2012، أصدر بنك جمهورية كولومبيا سلسلة جديدة من العملات المعدنية، حيث أصبحت العملات المعدنية من فئة 500 و1000 بيزو تُسك الآن كعملات معدنية ثنائية المعدن . 

## الأوراق النقدية
بين عامي ١٨٥٧ و١٨٨٠، أصدرت خمس من مقاطعات كولومبيا آنذاك، وهي بوليفار ، وكاوكا ، وكونديناماركا ، وبنما ، وسانتاندير، عملاتها الورقية الخاصة. وشملت فئاتها ١٠ سنتات و٥٠ سنتًا، و١، و٢، و٣، و٥، و١٠، و٥٠، و١٠٠ بيزو.
في أوائل ستينيات القرن التاسع عشر، صدرت أوراق نقدية من فئات 20 سنتًا، و1، و2، و3، و10، و20، و100 بيزو، مع إصدار جميع الفئات بالريال. في عام 1881، أصدر البنك الوطني أوراقًا نقدية من فئات 20 سنتًا، و1، و5، و10، و20، و50، و100 بيزو. تبع ذلك إصدار أوراق نقدية من فئة 50 سنتًا في عام 1882 و10 سنتات في عام 1885. وأُصدِرَت أوراق نقدية من فئة 1000 بيزو في عام 1895 و500 بيزو في عام 1900. وفي عام 1904، تولت وزارة الخزانة إنتاج النقود الورقية، فأصدرت أوراقًا نقدية من فئة 1، و2، و5، و10، و25، و50، و100 بيزو، تلتها فئة 1000 بيزو في عام 1908. وفي عام 1910، قدم مجلس التحويل أوراقًا نقدية من فئة 50 و100 بيزو، تلتها فئة 1، و2، و5، و10 بيزو في عام 1915.
أصدر أكثر من ستين بنكًا تجاريًا أوراقًا نقدية بين عامي 1865 و1923. وشملت الفئات الصادرة 10 سنتات، و20 سنتًا، و25 سنتًا، و50 سنتًا، و1، و2، و5، و10، و20، و25، و50، و100، و500 بيزو.
في عام ١٩٢٣، احتكر بنك الجمهورية إنتاج النقود الورقية، وأصدر أوراقًا نقدية بالبيزو أورو. كانت الإصدارات الأولى إصدارات مؤقتة، طُبعت عليها أوراق نقدية سابقة من دار النقود في ميديلين ، بفئات ٥، ١٠، و٢٠ بيزو. ثم صدرت إصدارات منتظمة لفئات ١، و٢، و٥، و١٠، و٥٠، و١٠٠، و٥٠٠ بيزو أورو. طُرحت أوراق نقدية من فئة ٢٠ بيزو عام ١٩٢٧.
في عامي ١٩٣٢ و١٩٤١، صدرت شهادات فضية لفئتي بيزو بلاتا واحد وخمسة بيزو أورو، مع استمرار إصدار أوراق نقدية من فئة بيزو أورو واحد وخمسة بيزو أورو. وفي عام ١٩٣٨، صدرت أوراق خزانة لفئتي ٥ و١٠ بيزو أورو، تلتها بيزو أورو بين عامي 1948 و1953. كما أنتج بنك الجمهورية أيضًا أوراق نقدية من فئة نصف بيزو أورو في عام 1943 عن طريق تقسيم أوراق نقدية من فئة 1 بيزو إلى نصفين.
قدم بنك الجمهورية أوراق نقدية من فئة 200 و1000 بيزو أورو في عامي 1974 و1979 على التوالي، بينما توقف إنتاج أوراق نقدية من فئة 1 و2 بيزو أورو في عام 1977، تلتها أوراق نقدية من فئة 10 بيزو أورو في عام 1980، و5 بيزو أورو في عام 1981، و20 بيزو في عام 1983، و50 بيزو في عام 1986. قُدِّمَت أوراق نقدية من فئة 500 بيزو أورو في عام 1986 و10000 بيزو أورو في عام 1992. انتهى إنتاج أوراق نقدية من فئة 100 بيزو أورو في عام 1991، تلاه إنتاج أوراق نقدية من فئة 200 بيزو أورو في عام 1992 و500 بيزو أورو في عام 1993. في عام 1993، أُسقِطَت كلمة أورو . طُرِحَت أوراق نقدية من فئة 20 ألف بيزو في عام 1996، تلاها إصدار أوراق نقدية من فئة 50 ألف بيزو في عام 2000.
في نوفمبر 2006، قُلِّصَ حجم الأوراق النقدية من فئة 1000 و2000 بيزو من 140 × 70 مم إلى 130 × 65 مم، لأن هذه الملاحظات تُستَبدَل بشكل متكرر بسبب الاستخدام المكثف.
في ديسمبر 2010، أصدر بنك الجمهورية ورقة نقدية بقيمة 2000 بيزو تتضمن الآن الرقم "2" مكتوبًا بطريقة برايل في منطقة العلامة المائية . 
في عام ٢٠١٦، أصدر بنك الجمهورية سلسلة جديدة من الأوراق النقدية بفئات ٢٠٠٠، ٥٠٠٠، ١٠٠٠٠، ٢٠٠٠٠، ٥٠٠٠٠، و١٠٠٠٠٠ بيزو، وكانت الأخيرة هي الفئة الجديدة والأعلى. تُبرز هذه الأوراق استمرارية التنوع البيولوجي الموجود في سلسلة العملات الجديدة التي بدأ تداولها عام ٢٠١٢، مع تسليط الضوء على مجموعة من العناصر الثقافية والمناظر الطبيعية لجغرافية كولومبيا. كما تُكرّم هذه الأوراق شخصيات بارزة في الثقافة والعلوم والسياسة، وتُعزز الاعتراف بدور المرأة المهم في المجتمع الكولومبي.  طُرِحَت ورقة نقدية جديدة بقيمة 100000 بيزو في 31 مارس 2016،  تلتها ورقة نقدية بقيمة 20000 بيزو في 30 يونيو 2016،   ورقة نقدية بقيمة 50000 بيزو في 19 أغسطس 2016،   ورقة نقدية بقيمة 5000 بيزو في 9 نوفمبر 2016،  وورقة نقدية بقيمة 2000 بيزو في 29 نوفمبر 2016.  أُصدِرَت ورقة نقدية بقيمة 10000 بيزو في 7 ديسمبر 2016، لتكتمل بذلك سلسلة الأوراق النقدية الجديدة.
| سلسلة الأوراق النقدية لعام 2016 |                                       |             |             |             |                            | |                                                                  |                |                |                 |         |
| صورة                            | قيمة                                  | أبعاد       | لون الخلفية | لون الخلفية | وصف                        | وصف | وصف                                                              | تاريخ          | تاريخ          | تاريخ           | ملحوظات |
| صورة                            | قيمة                                  | أبعاد       | لون الخلفية | لون الخلفية | الوجه الأمامي              | الوجه الخلفي                                                                                                  | العلامة المائية                                                  | السلسلة الأولى | الإصدار        | السلسلة الاخيرة | ملحوظات |
|                                 | 2000 بيزو                             | 128 × 66 مم |             | أزرق        | ديبورا أرانجو ‏             | كانيو كريستاليس                                                                                               | وجه الرسامة ديبورا أرانجو والرقم 2                               | 19 أغسطس 2015  | 29 نوفمبر 2016 |                 |         |
|                                 | 5000 بيزو                             | 133 × 66 مم |             | بني         | خوسيه أسونسيون سيلفا       | باراموس كولومبي                                                                                               | وجه الشاعر خوسيه أسونسيون سيلفا والرقم 5                         | 19 أغسطس 2015  | 9 نوفمبر 2016  |                 |         |
|                                 | 10000 بيزو                            | 138 × 66 مم |             | أحمر        | فرجينيا غوتيريز دي بينيدا ‏ | منطقة الأمازون الطبيعية ‏                                                                                      | وجه عالمة الأنثروبولوجيا فيرجينيا جوتيريز والرقم 10              | 19 أغسطس 2015  | 7 ديسمبر 2016  |                 |         |
|                                 | ورقة نقدية من فئة 20,000 بيزو كولومبي | 143 × 66 مم |             | البرتقالي   | ألفونسو لوبيز ميشيلسن      | قنوات لا مويانا في منطقة شعب زينو وسومبريرو فويلتياو ‏                                                         | وجه الرئيس ألفونسو لوبيز ميشيلسن والرقم 20                       | 19 أغسطس 2015  | 30 يونيو 2016  |                 |         |
|                                 | ورقة نقدية من فئة 50,000 بيزو كولومبي | 148 × 66 مم |             | بنفسجي      | غابرييل غارسيا ماركيز      | المدينة المفقودة (جوهر ثقافة تايرونا )                                                                        | وجه الحائز على جائزة نوبل غابرييل غارسيا ماركيز والرقم 50        | 19 أغسطس 2015  | 19 أغسطس 2016  |                 |         |
|                                 | 100,000 بيزو                          | 153 × 66 مم |             | أخضر        | كارلوس ليراس ريستريبو      | نخيل الشمع في وادي كوكورا ، كوينديو؛ طائر البارانكيرو ؛ قصيدة لويس فيداليس ‏ عن نخيل الشمع؛ ختم بنك رأس الحرية | The face of President Carlos Lleras Restrepo and the number 100. | 8 أغسطس 2014   | 31 مارس 2016   |                 |         |

| سلسلة الأوراق النقدية قبل عام 2016 |                                       |             |             |               |                                                  |                                                                |                              |                |                |                 | |
| صورة                               | قيمة                                  | أبعاد       | لون الخلفية | لون الخلفية   | وصف                                              | وصف                                                            | وصف                          | تاريخ          | تاريخ          | تاريخ           | ملحوظات |
| صورة                               | قيمة                                  | أبعاد       | لون الخلفية | لون الخلفية   | الوجه الأمامي                                    | الوجه الخلفي                                                   | العلامة المائية              | السلسلة الأولى | الإصدار        | السلسلة الاخيرة | ملحوظات |
|                                    | 1000 بيزو                             | 130 × 65 مم |             | البرتقالي     | خورخي إلييسير جايتان                             | خورخي إلييسير جايتان (النصف العلوي من الجسم) والحشد            | خورخي إلييسير جايتان         | 7 أغسطس 2001   | 17 نوفمبر 2001 |                 | |
|                                    | 2000 بيزو                             | 130 × 65 مم |             | الأخضر والبيج | فرانسيسكو دي باولا سانتاندير                     | باب كاسا دي لا مونيدا                                          | فرانسيسكو دي باولا سانتاندير | 2 أبريل 1996   | 2 أبريل 1996   |                 | تتضمن الأوراق النقدية من فئة 2000 بيزو بتاريخ الإصدار 19.08.2009 (19 أغسطس 2009) نصًا برايلًا مضافًا في منطقة العلامة المائية. |
|                                    | 5000 بيزو                             | 140 × 70 مم |             | أخضر          | خوسيه أسونسيون سيلفا                             | في الهواء الطلق وقصيدة "نوكتورنو" كاملة بخط النص المصغر        | خوسيه أسونسيون سيلفا         | 1 مارس 1995    | 22 سبتمبر 1995 |                 | |
|                                    | 10000 بيزو                            | 140 × 70 مم |             | بني محمر      | بوليكاربا سالافارييتا                            | الساحة الرئيسية في غوادواس ‏ ، مكان ميلاد بوليكاربا سالافارييتا | بوليكاربا سالافارييتا        | 1 مارس 1995    | 30 نوفمبر 1995 |                 | |
|                                    | ورقة نقدية من فئة 20,000 بيزو كولومبي | 140 × 70 مم |             | الياقوت       | خوليو جارافيتو والقمر ، إشارة إلى فوهة جارافيتو ‏ | الأرض كما نراها من سطح القمر                                   | خوليو جارافيتو               | 23 يوليو 1996  | 2 ديسمبر 1996  |                 | |
|                                    | ورقة نقدية من فئة 50,000 بيزو كولومبي | 140 × 70 مم |             | أرجواني وأبيض | خورخي إسحاقس                                     | فقرة من رواية لا ماريا ‏                                        | خورخي إسحاقس                 | 7 أغسطس 2000   | 24 نوفمبر 2000 |                 | |

| Withdrawn Banknotes |         |                  |             |                  |                  |                              |                                                                           |                                  |                |         |             |       |
| Image               | Image   | Value            | Dimensions  | Background color | Background color | Description                  | Description                                                               | Description                      | Date of        | Date of | Date of     | Notes |
| Obverse             | Reverse | Value            | Dimensions  | Background color | Background color | Obverse                      | Reverse                                                                   | Watermark                        | first series   | Issue   | last series | Notes |
|                     |         | 1 بيزو أورو      | 140 × 70 مم |                  | تركواز           | سانتاندير وبوليفار           | مثال الحرية                                                               | بدون علامة مائية                 |                |         |             |       |
|                     |         | 1 بيزو أورو      | 140 × 70 مم |                  | نيلي             | سانتاندير وبوليفار           | كوندور الأنديز                                                            | بدون علامة مائية                 | أغسطس 7, 1973  |         |             |       |
|                     |         | 2 بيزو أورو      | 140 × 70 مم |                  | بنفسجي           | بوليكاربا سالافارييتا        |                                                                           | بدون علامة مائية                 | يوليو 20, 1976 |         |             |       |
|                     |         | 5 بيزو أورو      | 140 × 70 مم |                  | أخضر غامق        | خوسيه ماريا كوردوفا          | قلعة سان فيليبي دي باراخاس، قرطاجنة                                       | بدون علامة مائية                 | يوليو 20, 1971 |         |             |       |
|                     |         | 10 بيزو أورو     | 140 × 70 مم |                  | بنفسجي           | أنطونيو ناريّو                | منتزه سان أوغستين الأثري                                                  | بدون علامة مائية                 | أغسطس 7, 1980  |         |             |       |
|                     |         | 20 بيزو أورو     | 140 × 70 مم |                  | بني              | فرانسيسكو خوسيه دي كالداس    | قطع أثرية متنوعة تعود لمتحف الذهب                                         | بدون علامة مائية                 |                |         |             |       |
|                     |         | 20 بيزو أورو     | 140 × 70 مم |                  | بنفسجي           | فرانسيسكو خوسيه دي كالداس    | مبنى بنك الجمهورية في بارانكيا. متحف الذهب                                | بدون علامة مائية                 | يناير 2, 1961  |         |             |       |
|                     |         | 50 بيزو أورو     | 140 × 70 مم |                  | بنفسجي           | كاميليو توريس تينوريو        | نبات الأوركيد (كاتليا ترياني)، الزهرة الوطنية لكولومبيا                   | أضف فقرة - كاميليو توريس تينوريو | يوليو 20, 1973 |         |             |       |
|                     |         | 100 بيزو أورو    | 140 × 70 مم |                  | بنفسجي           | فرانسيسكو دي باولا سانتاندير | الكابيتول الوطني، بوغوتا                                                  | الحرية                           |                |         |             |       |
|                     |         | 100 بيزو أورو    | 140 × 70 مم |                  | برتقالي          | أنطونيو ناريّو                | فيلا دي ليفا، إدارة بوياكا                                                | أنطونيو ناريّو                    | أغسطس 7, 1981  |         |             |       |
|                     |         | 200 بيزو أورو    | 140 × 70 مم |                  | أخضر غامق        | سيمون بوليفار                | فلاح يجمع القهوة                                                          | سيمون بوليفار                    |                |         |             |       |
|                     |         | 200 بيزو أورو    | 140 × 70مم  |                  | أخضر غامق        | خوسيه سيليستينو موتيس        | دير كلية مايور لسيدة الوردية، بوغوتا                                      | خوسيه سيليستينو موتيس            | أبريل 1, 1991  |         |             |       |
|                     |         | 500 بيزو أورو    | 140 × 70 مم |                  | أخضر غامق وأسود  | فرانسيسكو دي باولا سانتاندير | كاتدرائية الملح في زيباكيرا                                               | نبذة                             |                |         |             |       |
|                     |         | 500 بيزو أورو    | 140 × 70 مم |                  | بني              | فرانسيسكو دي باولا سانتاندير | دار السك، بوغوتا                                                          | نبذة                             | يوليو 20, 1986 |         |             |       |
|                     |         | 1000 بيزو أورو   | 140 × 70 مم |                  | بني وأخضر        | خوسيه أنطونيو غالان          | دار ناريّو، بوغوتا                                                         | خوسيه أنطونيو غالان              | أبريل 1, 1979  |         |             |       |
|                     |         | 1000 بيزو        | 140 × 70 مم |                  | تركواز           | سيمون بوليفار                | نصب الفرسان، إدارة بوياكا                                                 | سيمون بوليفار                    | يناير 1, 1982  |         | 1997        |       |
|                     |         | 2000 بيزو أورو   | 140 × 70 مم |                  | بني              | سيمون بوليفار                | عبور المحرّر سيمون بوليفار عبر هضبة بيسبا، عمل فرانسيسكو أنطونيو كانو      | سيمون بوليفار                    | يناير 1, 1984  |         | 1994        |       |
|                     |         | 5000 بيزو أورو   | 140 × 70مم  |                  | بنفسجي فاتح      | رفائيل نونيز                 | ميغيل أنطونيو كارو، الدرع والولايات التي شكّلت الولايات المتحدة الكولومبية | رفائيل نونيز                     | أغسطس 5, 1986  |         | 1994        |       |
|                     |         | 10,000 بيزو أورو | 140 × 70 مم |                  | بني              | شعب إمبيرا                   | طيور من الحياة البرية في كولومبيا وخريطة فالدسميلر (1507)                 | شعب إمبيرا                       |                |         | 1994        |       |

## الاستخدام في فنزويلا
تسببت الأزمة في فنزويلا في أزمة اقتصادية، حيث انخفضت قيمة البوليفار بسرعة، مما أدى إلى تضخم مفرط . وتقبل بعض المناطق في فنزويلا البيزو بشكل غير رسمي في المعاملات، إلى جانب الدولار الأمريكي . 

اعتمدت ولاية تاتشيرا البيزو الكولومبي كعملة قانونية، ونادرًا ما يُستَخدَم البوليفار. 

## سعر الصرف COP الحالي
| من Yahoo! Finance: | AUD CAD CHF EUR GBP HKD JPY USD BRL INR |
| من XE.com:         | AUD CAD CHF EUR GBP HKD JPY USD BRL INR |
| من Investing.com:  | AUD CAD CHF EUR GBP HKD JPY USD BRL INR |
| منOANDA.com:       | AUD CAD CHF EUR GBP HKD JPY USD BRL INR |

## وحدة القيمة الحقيقية (UVR)
Unidad de Valor Real (وحدة القيمة الحقيقية، UVR، رمز ISO 4217 COU ) هي عملة محاسبية ، يُديرها بنك الجمهورية، وتعكس التضخم والقوة الشرائية. تُستخدم لحساب تكلفة قروض الإسكان، مما يسمح للكيانات المالية بالحفاظ على القوة الشرائية للأموال المقترضة. 

## روابط خارجية
- أنماط عملات كولومبيا وتصحيحات كراوس بقلم غييرمو غرانادوس (بالإسبانية)
- تحليل سعر صرف الدولار الأمريكي/البيزو الكوبي
- الأوراق النقدية التاريخية والحالية لكولومبيا (بالإنجليزية والألمانية)